# Gerardo Chijona Valdés
Gerardo Chijona Valdés (l'Havana, 19 de setembre de 1949), conegut simplement com a Gerardo Chijona, és un director de cinema cubà.

## Biografia
Chijona es va fer Llicenciat en Llengua i Literatura Angleses en la Universitat de l'Havana. En 1974 comença a treballar a l'ICAIC, on publicava crítiques cinematogràfiques en diversos mitjans de premsa, entre els quals compten el periòdic Granma i la revista Cine Cubano.
Dos anys més tard, en 1976, comença a treballar com assistent de direcció a Río Negro (1976) de Manuel Pérez i Leyenda (1981), de Rogelio París i Jorge Fraga, entre d'altres. Treballant com a director assistent, va fer Retrato de Teresa (1979) i Habanera (1984), les dues de Pastor Vega i a Canto a la vida (1983), de Rogelio París.
En 1984 és promogut a director de documentals. En 1992 acaba Adorables mentiras, el seu primer llargmetratge de ficció. El film, que es va estrenar en el Festival de Sundance de 1992, va anar també finalista a la Càmera d'Or al Festival Internacional de Cinema de Canes. Els seus dos llargmetratges posteriors, Un paraíso bajo las estrellas (1999) i Perfecto amor equivocado (2004), també van ser estrenats al Festival de Sundance.
Les seves obres, especialment les últimes, van ser premiades en festivals nacionals i internacionals (Rio de Janeiro, Martinica, Nova York, Moscou, l'Havana, Huelva, Bilbao). En el 2010 acaba Boleto al paraíso, el seu quart llargmetratge, que va ser estrenat mundialment al Festival de Sundance, on va ser ben rebut.

## Filmografia
| Any  | Pel·lícula                     | Classe                  |
| ---- | ------------------------------ | ----------------------- |
| 1984 | Una vida para dos              | Documental              |
| 1984 | Los bebitos de Bebito          | Documental              |
| 1985 | Cuando termina el baile        | Documental              |
| 1986 | Ella vendía coquitos           | Documental              |
| 1987 | Kid Chocolate                  | Documental              |
| 1988 | El desayuno más caro del mundo | Curtmetratge de ficció  |
| 1992 | Adorables mentiras             | Llargmetratge de ficció |
| 1999 | Un paraíso bajo las estrellas  | Llargmetratge de ficció |
| 2004 | Perfecto amor equivocado       | Llargmetratge de ficció |
| 2010 | Boleto al paraíso              | Llargmetratge de ficció |
| 2013 | Esther en alguna parte         | Llargmetratge de ficció |
| 2016 | The Human Thing                | Llargmetratge de ficció |
| 2018 | Los buenos demonios            | Llargmetratge de ficció |